# Atractotomus mali
Atractotomus mali is een wants uit de familie van de blindwantsen (Miridae). De soort werd het eerst wetenschappelijk beschreven door Rudolf Ludwig Meyer-Dür in 1843.

## Uiterlijk
De zwarte of zwartbruine, langwerpig of ovaal gevormde wants is langvleugelig (macropteer) en kan 3 tot 3,5 mm lang worden. Het lichaam is bedekt met geelwitte en zwarte haartjes, jonge exemplaren kunnen rood of roodbruin van kleur zijn. De eerste twee antennesegmenten zijn zwart, de laatste twee zijn wit en dun. Het tweede segment is opvallend verdikt, bij de vrouwtjes meer dan bij de mannetjes. Van de achterpoten zijn de dijen zwartbruin, de schenen zijn lichter, grijswit of geelbruin met zwarte stekels. De aders op het doorzichtige deel van de vleugels zijn meestal wit van kleur.

## Leefwijze
De soort kent één generatie per jaar en overwintert als eitje. De volwassen dieren worden van mei tot september gevonden op houtachtige planten uit voornamelijk de rozenfamilie, zoals appel (malus), meidoorn (Crataegus), peer (Pyrus), braam (Rubus) en roos (Rosa). De wants zuigt sappen uit de plant en drinkt honingdauw maar eet ook regelmatig rupsjes, bladluizen en mijten.

## Leefgebied
De soort is te vinden waar de voedselplanten te vinden zijn, in boomgaarden, tuinen en parken en aan de randen van bossen. In Nederland komt de soort algemeen voor en is ook in de rest van Europa, het Midden-Oosten en Noord-Amerika te vinden.   